# Хуарес (фільм)
«Хуáрес» (англ. Juarez) — біографічна мелодрама 1939 року про життя Беніто Хуареса, національного героя Мексики.

## Сюжет
Французький імператор Наполеон III хоче розширити свій вплив в Мексиці. Але відкрита інтервенція поставить його в незручне становище перед міжнародною спільнотою. Тому він вирішує посадити на мексиканський трон імператора-маріонетку. На цю роль обраний Максиміліан, молодший брат австрійського імператора Франца-Йосипа I. У Мексиці організовують референдум; погрозами і обманом людей змушують проголосувати за «покликання» імператора. Повні надій, Максиміліан і його дружина Шарлотта вирушають до Мексики. Але тут їх чекає неприємний сюрприз. Вони розуміють, що насправді більшість мексиканців підтримують законно обраного президента — Беніто Хуареса. Спроби Максиміліана домовитися з Хуаресом не приносять результатів: Хуарес вірить в демократію і вважає, що Мексиці не потрібен імператор. Максиміліан змушений ввести надзвичайний стан. Починаються кари і розстріли. За підтримки народу Хуаресу вдається придушити заколот свого віцепрезидента і почати наступ на сили монархістів. Шарлотта намагається просити допомоги у Наполеона, але той відмовляє: він розуміє, що мексиканська авантюра провалилася. Зневірена імператриця божеволіє. Максиміліан схоплений республіканськими військами і засуджений до смертної кари; його останнє бажання — щоб перед смертю йому зіграли його улюблену мексиканську пісню, «Голубка». У момент загибелі імператора Шарлотті здається, що вона відчуває присутність коханого. Хуарес не відчуває особистої ненависті до Максиміліана, але розуміє, що його смерть необхідна для того, щоб Мексика здобула свободу. В останніх кадрах фільму Хуарес приходить до гробу Максиміліана і просить у нього вибачення.

## Цікаві факти
Костюм Бетті Девіс міняв колір у міру розвитку сюжету — на початку фільму він був білим, в середині сірим і чорним в кінці.
У фільму було два робочих назви — «Максиміліан і Шарлотта» і «Примарна корона».
На роль Шарлотти пробувалася актриса Гейл Пейдж.
Художник картини Антон Грот намалював понад три з половиною тисячі ескізів до декорацій фільму.
Прем'єра фільму відбулася 24 квітня 1939 року.
Належить до трофейних фільмів, дозволених Рішенням Політбюро ЦК ВКП (б) від 31 серпня 1948 року «Про випуск на екран закордонних кінофільмів з трофейного фонду» для закритого показу в СРСР.

## В ролях
- Пол Муні — Беніто Хуарес
- Бетт Девіс — імператриця Шарлотта фон Габсбург
- Браян Агерн — імператор Максиміліан фон Габсбург
- Клод Рейнс — Наполеон III Бонапарт
- Дональд Крісп — маршал Базен
- Джон Гарфілд — генерал Порфіріо Діас
- Джозеф Каллея — Алехандро Ураді
- Гейл Сондергаард — імператриця Євгенія
- Роланд Гілберт — полковник Мігель Лопез
- Луї Келхерн — Лемарк
- Монтегю Лав — Хосе де Монтарес
- Мікі Кун — Агустін I